# Valentin Rose
Valentin Rose (Berlino, 1829 – 1916) è stato un filologo classico tedesco.
Lavorò alla biblioteca reale di Berlino, divenendone direttore dal 1885 al 1905. Fu editore di opere di Aristotele e dei celebri Verzeichnis (1893).